# Sinchon-dong, Anyang
Sinchon-dong (신촌동, 新村洞) là phường của quận Dongan trong thành phố Anyang, tỉnh Gyeonggi, Hàn Quốc.

## Liên kết
- Sinchon-dong Lưu trữ ngày 20 tháng 12 năm 2013 tại Wayback Machine (tiếng Hàn)